# Henri Clignet
Henri Clignet (1607-1683) est un riche marchand d'origine wallonne, qui fut de 1653 jusqu'à sa mort le directeur de Mannheim, et donc le maire de fait de cette ville. 

## Biographie
Henri Clignet est considéré comme l'auteur de la charte de la ville de Mannheim adoptée en 1652, document qui octroyait des avantages fiscaux, consacrait la tolérance en matière religieuse et préservait l'autonomie municipale, ce qui a permis la migration de nombreux exilés à Mannheim, après la guerre de Trente Ans.

## Hommage et reconnaissance
Dans le quartier de Mannheim « Neckarstadt-Ost », deux rues et une place ont été nommées « Henri Clignet », en 1904. 
Une pierre commémorative, située dans le cimetière de la ville de Altenkirchen (Kusel), rappelle l'œuvre de la famille Clignet.